# بليك غروسمان
كان بليك غروسمان Blake Grossman الرئيس التنفيذي لباركليز جلوبال انفستورز، الذراع الإداري و الاستثمار لبنك باركليز المؤسسة المالية البريطانية. 

## السيرة الذاتية
بليك غروسمان من مواليد كانوجا بارك في كاليفورنيا (خارج لوس أنجلوس). حصل على درجة الماجستير في الاقتصاد من جامعة ستانفورد عام 1985، حيث درس على يد ويليام شارب عالم الاقتصاد الحائز على جائزة نوبل. شغل منصب الرئيس التنفيذي لباركليز جلوبال إنفيستورز، شركة إدارة الأصول المؤسسية التابعة لباركليز بي إل سي.
في يونيو، أُعلن أن شركة بلاك روك توصلت إلى اتفاق للاستحواذ على باركليز جلوبال إنفيستورز. عند إغلاق هذه الصفقة، أصبح غروسمان نائبًا لرئيس شركة شركة بلاك روك، حيث أشرف على مؤشر الشركات وأعمال الاستثمار في Scientific Active، ليغادر بعد عام واحد فقط. 